# Karolinska enväldet

Porträtt av Karl XII, 1707.

Det karolinska enväldet i Sverige genomdrevs på riksdagar under 1600-talet, av framför allt kung Karl XI, baserat på teorin om kungadömet av Guds nåde, och det kom att vara till Karl XII:s död 1718. 
Detta envälde avspeglade utländska tendenser. Kongeloven stiftades 1665 i Danmark, och ledde till att all makt, både lagstiftande och verkställande, samlades hos kungen. Under närmare 200 år sammanträdde inte Danmarks riksdag.

## Enväldets genomdrivande
Det svenska enväldet befästes vid 1680 års riksdag. Där begärde Karl XI att få veta ständernas mening om huruvida 1634 års regeringsform behövde följas, "sedan Hans Maj:t var själv en fullmyndig konung", och om han var skyldig att regera med "råds råde". Några dagar därefter hade ständerna sitt svar färdigt. Det hade formen av ett skriftligt betänkande angående konungens förhållande till regeringsformen och riksrådet.
På Karls första fråga svarade ständerna att kungen inte kunde anses vara bunden av regeringsformen med dess additament utan borde ha frihet att, som det hette, "efter eget nådigt godtycke densamma således förändra, som Eders kungl. Maj:t det själv behagandes varder och det kan lända till dess rikes och samtlige undersåtars bästa, så att Eders kungl.Maj:t till ingen regeringsform förbunden är utan allena till Sveriges lag och laga stadgar".
Den andra frågan besvarades med att kungens plikt att styra riket "med råds råde" inte innebar något annat än att allt avgörande av de ärenden som kungen "prövade nödigt meddela rådet", ju måste "vara alldeles beroende utav Hans Maj:ts eget goda och rättvisa beslut och högförnuftiga förordnande". Och eftersom Karl nu var en myndig kung, "vilken efter lag och laga stadgar styrer rike sino som sitt eget av Gud förlänta arvrike", så var Karl också "allenast inför Gud responsabel för sine actioner [ansvarig för sina handlingar]. Samma dag gav kungen sin "nådigste approbation [gillande, godkännande] uppå riksens ständers förklaring".
På nyåret 1682 fick rådet motta ett meddelande från kungen om att dess medlemmar inte mer skulle benämnas riksråd utan kungliga råd, eftersom det förra namnet var "ett separationsnamn" som kunde ge anledning till "det vidrige omdöme om Vårt regementes förande och styrelse, såsom skulle den bestå av en söndrad makt och myndighet", så att en del av regeringsmakten ansågs tillhöra kungen och en annan del rådet. Genom ett offentligt påbud kungjordes denna förändring i rådsherrarnas ställning, genom vilken de förvandlades till konungens tjänare utan någon självständig makt och myndighet. Kort därefter lät Karl rådsherrarna förstå att de alla borde lämna in sina avskedsansökningar. Då kom också den ene efter den andre in med anhållan – alla likadana och formulerade av konungen själv – om att få tillbringa sina "övriga år på landet". I åtta fall av femton biföll kungen avskedsansökningarna. De riksråd som fick stanna kvar förlorade emellertid så gott som all politisk betydelse och tjänstgjorde nästan uteslutande som högsta domstol.

## Avskaffandet
Enväldet avskaffades efter Karl XII:s död, i och med antagandet av den nya regeringsformen under riksdagen 1719. Den nya regeringsformen, som markerade början på frihetstiden, förflyttade maktens tyngdpunkt från kungen till riksdagen. Ständerna skulle sammanträda vart tredje år och fick ensamma makt att stifta lag och bevilja skatter. Utan deras samtycke fick kungen inte heller starta krig, och inte heller under pågående riksdag sluta fred, stillestånd eller förbund. I sin konungaförsäkran fick drottning Ulrika Eleonora också förbinda sig att "alltid instämma med riksens maktägande ständer", vilka där förbehöll sig inte bara lagstiftning och beskattning utan i allmänhet en obegränsad makt att avgöra alla andra viktiga ärenden. Mellan riksdagarna hade ständerna rådsherrarna som sina ställföreträdare. Dessa utnämndes visserligen av kungen, men han var vid sitt val begränsad till ständernas förslag, vilket upptog endast två personer fler än de rådsplatser som skulle besättas. Rådsherrarna blev också ansvariga inför ständerna för sina rådslag. Och för att konungen inte skulle kunna slå dövörat till för rådets föreställningar stadgades i regeringsformen: "Konungen äger styra rike sino med, och således icke utan, än mindre emot riksens råds råde." Alla viktiga ärenden avgjordes i rådet genom omröstning. Därvid hade varje rådsherre en röst och kungen två. Om antalet röster för två olika meningar blev lika ägde kungen dessutom utslagsröst. Men blev röstsiffrorna olika, "så", heter det i regeringsformen, "antager Kungl. Maj:t alltid det rådet, som de flesta av riksens råd förklarat vara nyttigast, såsom efter all förmodan det säkraste och bästa".